# Acidithiobacillus
Il genere Acidithiobacillus comprende batteri appartenenti alla famiglia delle Acidithiobacillaceae. Le specie di questo genere venivano classificate come appartenenti al genere Thiobacillus prima di essere riclassificate nel 2000.